# Dendroceràtides
Els dendroceràtides (Dendroceratida) són un ordre de demosponges de la subclasse Keratosa.

## Taxonomia
L'ordre inclou dues famílies i un total de 71 espècies:
- Família Darwinellidae Merejkowsky, 1879
- Família Dictyodendrillidae Bergquist, 1980